# Palazzo Latagliata
Il palazzo Latagliata di Taranto è una sede degli uffici comunali nel Borgo Antico della città.

## Storia e descrizione
Fu costruito intorno alla metà del Settecento dalla famiglia Boffoluti, di origini non nobili ma arrivata alla nobiltà per decreto di re Ferdinando IV, quale riconoscimento dell'autorevolezza acquisita nel corso degli anni. Grazie al prestigio riconosciuto alla famiglia, l'edificio poté inglobare spazi pubblici e avvalersi dell'affaccio sul Mar Grande, nonostante non fosse prospiciente alla via Delle Mura (ora corso Vittorio Emanuele II).
Nel 1799 la famiglia Buffoluti cadde in disgrazia ed il palazzo fu venduto alla famiglia Latagliata, della quale prende l'attuale denominazione.
Molto probabilmente però, i Boffoluti  furono costretti a lasciare la città a causa di un assassinio compiuto da Giovan Camillo, che avrebbe reagito alle ingiurie di un soldato francese trafiggendolo con la sua spada.
Nel 1983 il palazzo è stato ceduto al Comune, che ha provveduto al suo restauro trasformandolo in sede degli uffici comunali.
L'edificio è di grandi proporzioni, ed è il risultato dell'aggregazione di costruzioni minori, ma a differenza di altri palazzi del Borgo Antico, non dispone di un cortile interno che funga da baricentro per tutti gli ambienti.
Prima del restauro, il palazzo era composto da numerosi locali e magazzini al piano terra e da 15 stanze ai piani superiori, ed era inoltre dotato di una loggia esterna, costruita sopra una rimessa situata di fronte ad esso, alla quale si accedeva tramite un balconcino che scavalcava via Paisiello.
Le precedenti destinazioni del palazzo, che hanno comportato l'adattamento della struttura e la rimozione degli elementi di pregio in stucco, ceramica, legno e ferro, hanno fatto perdere molte delle caratteristiche settecentesche della residenza nobiliare. Anche la loggia esterna fu demolita per dare più respiro all'edificio.